# Coppa del Mondo di slittino 1992
La Coppa del Mondo di slittino 1991/92, quindicesima edizione della manifestazione organizzata dalla Federazione Internazionale Slittino, ebbe inizio il 16 novembre 1991 ad Altenberg, in Germania, e si concluse il 26 gennaio 1992 a Calgary, in Canada. Furono disputate diciassette gare, sei nel singolo uomini e nel doppio e cinque nel singolo donne, in sei differenti località. Nel corso della stagione si tennero anche i XVI Giochi olimpici invernali di Albertville 1992, in Francia, ed i Campionati europei di slittino 1992 a Winterberg, in Germania, competizioni non valide ai fini della Coppa del Mondo.
Le coppe di cristallo, trofeo conferito ai vincitori del circuito, furono assegnate all'austriaco Markus Prock per quanto concerne la classifica del singolo uomini, la tedesca Susi Erdmann conquistò il trofeo del singolo donne mentre la coppia italiana formata da Hansjörg Raffl e Norbert Huber si aggiudicò la vittoria del doppio.

## Risultati
| Data                           | Località    | Nazione     | Specialità       | Primi classificati                     | Secondi classificati                        | Terzi classificati                     |
| ------------------------------ | ----------- | ----------- | ---------------- | -------------------------------------- | ------------------------------------------- | -------------------------------------- |
| 16-17 novembre 1991            | Altenberg   | Germania    | Donne – Singolo  | Susi Erdmann Germania                  | Anna Orlova Lettonia                        | Gerda Weissensteiner Italia            |
| 16-17 novembre 1991            | Altenberg   | Germania    | Uomini – Singolo | Markus Prock Austria                   | Duncan Kennedy Stati Uniti                  | Arnold Huber Italia                    |
| 16-17 novembre 1991            | Altenberg   | Germania    | Uomini – Doppio  | Hansjörg Raffl Norbert Huber Italia    | Albert Demčenko Aleksej Zelenskij Russia    | Aivars Polis Roberts Suharevs Lettonia |
| 23-24 novembre 1991            | Königssee   | Germania    | Donne – Singolo  | Gabriele Kohlisch Germania             | Doris Neuner Austria                        | Jana Bode Germania                     |
| 23-24 novembre 1991            | Königssee   | Germania    | Uomini – Singolo | Georg Hackl Germania                   | Duncan Kennedy Stati Uniti                  | Jens Müller Germania                   |
| 23-24 novembre 1991            | Königssee   | Germania    | Uomini – Doppio  | Hansjörg Raffl Norbert Huber Italia    | Kurt Brugger Wilfried Huber Italia          | Yves Mankel Thomas Rudolph Germania    |
| 30 novembre - 1º dicembre 1991 | Sigulda     | Lettonia    | Donne – Singolo  | Doris Neuner Austria                   | Susi Erdmann Germania                       | Angelika Neuner Austria                |
| 30 novembre - 1º dicembre 1991 | Sigulda     | Lettonia    | Uomini – Singolo | Duncan Kennedy Stati Uniti             | Markus Prock Austria                        | Norbert Huber Italia                   |
| 30 novembre - 1º dicembre 1991 | Sigulda     | Lettonia    | Uomini – Doppio  | Hansjörg Raffl Norbert Huber Italia    | Kurt Brugger Wilfried Huber Italia          | Stefan Krauße Jan Behrendt Germania    |
| 16-17 dicembre 1991            | Igls        | Austria     | Donne – Singolo  | Doris Neuner Austria                   | Susi Erdmann Germania                       | Angelika Neuner Austria                |
| 16-17 dicembre 1991            | Igls        | Austria     | Uomini – Singolo | Markus Prock Austria                   | Georg Hackl Germania                        | Duncan Kennedy Stati Uniti             |
| 16-17 dicembre 1991            | Igls        | Austria     | Uomini – Doppio  | Hansjörg Raffl Norbert Huber Italia    | Stefan Krauße Jan Behrendt Germania         | Yves Mankel Thomas Rudolph Germania    |
| 18-19 gennaio 1992             | Lake Placid | Stati Uniti | Donne – Singolo  | annullata                              | annullata                                   | annullata                              |
| 18-19 gennaio 1992             | Lake Placid | Stati Uniti | Uomini – Singolo | Duncan Kennedy Stati Uniti             | Tim Wiley Stati Uniti                       | Agris Elerts Lettonia                  |
| 18-19 gennaio 1992             | Lake Placid | Stati Uniti | Uomini – Doppio  | Wendel Suckow Bill Tavares Stati Uniti | Mark Grimmette Jonathan Edwards Stati Uniti | Aivars Polis Roberts Suharevs Lettonia |
| 25-26 gennaio 1992             | Calgary     | Canada      | Donne – Singolo  | Gerda Weissensteiner Italia            | Andrea Tagwerker Austria                    | Angelika Neuner Austria                |
| 25-26 gennaio 1992             | Calgary     | Canada      | Uomini – Singolo | Markus Prock Austria                   | Georg Hackl Germania                        | Robert Manzenreiter Austria            |
| 25-26 gennaio 1992             | Calgary     | Canada      | Uomini – Doppio  | Hansjörg Raffl Norbert Huber Italia    | Yves Mankel Thomas Rudolph Germania         | Stefan Krauße Jan Behrendt Germania    |

## Classifiche

### Singolo uomini
| Pos. | Nome           | Nazione     |
| ---- | -------------- | ----------- |
| 1    | Markus Prock   | Austria     |
| 2    | Duncan Kennedy | Stati Uniti |
| 3    | Georg Hackl    | Germania    |

### Singolo donne
| Pos. | Nome              | Nazione     |
| ---- | ----------------- | ----------- |
| 1    | Susi Erdmann      | Germania    |
| 2    | Cammy Miler       | Stati Uniti |
| 3    | Doris Neuner      | Austria     |
| 3    | Gabriele Kohlisch | Germania    |

### Doppio
| Pos. | Nome                         | Nazione  |
| ---- | ---------------------------- | -------- |
| 1    | Hansjörg Raffl Norbert Huber | Italia   |
| 2    | Yves Mankel Thomas Rudolph   | Germania |
| 3    | Stefan Krauße Jan Behrendt   | Germania |